# Manu Lanzarote
Manuel Lanzarote Bruno (Barcelona, Cataluña, España, 20 de enero de 1984), más conocido como Lanzarote o Manu Lanza, es un futbolista español. Juega como extremo derecho en el Chennaiyin F. C. de la Superliga de India.

## Trayectoria
Se forjó jugando en el Sant Gabriel de San Adrián de Besós. Tras militar en las categorías inferiores del Fútbol Club Barcelona y llegar a jugar incluso en el segundo equipo.
Fichó por la Unió Esportiva Lleida la temporada 2005/06, que fue precisamente el año en que se consumó el descenso del equipo ilerdense a Segunda División B de España, aunque Lanza salió en el mercado invernal cedido al Club Atlético de Madrid "B".
La siguiente temporada regresó a la Unió Esportiva Lleida para ser contratado en el mercado invernal por el Real Oviedo, donde consumaría otro descenso, en este caso a la Tercera División de España.
Tras estos dos fracasos, la Unió Esportiva Sant Andreu se hizo con sus servicios, equipo donde consiguió un ascenso a Segunda División B de España y llegó a disputar dos play off de ascenso seguidos, siendo el último el más doloroso, pues no lograron el objetivo en la última ronda, donde se midieron al Fútbol Club Barcelona "B" y perdieron por un solo gol (1-0). 
La siguiente campaña, y tras fichar por el Girona Fútbol Club, recién ascendido a Segunda División de España, se terminó desvinculando del club al pagar la baja cláusula de rescisión que había pactado con el propio equipo como condición para formar parte de la plantilla, y terminó siendo contratado por la Sociedad Deportiva Eibar, tras un paso fugaz por el Atlético Baleares, donde jugó el play off de ascenso a Segunda División de España por tercer año consecutivo, y terminó perdiendo en primera ronda (la que da acceso directo a Segunda División de España) con el Centre d'Esports Sabadell Futbol Club (equipo que se haría con sus servicios para la temporada que vendría), y la siguiente contra el Club Deportivo Alcoyano, equipo que también ascendería a Segunda División de España.
Tras dos buenas temporadas en el conjunto arlequinado, el 5 de febrero de 2013 se dio la noticia que de que llegó a un acuerdo para las próximas tres temporadas con el Real Club Deportivo Espanyol, ya que quedaba libre en julio.
El 24 de agosto de 2013 debutó en partido oficial con el R. C. D. Espanyol logrando la victoria por 3-1 frente al Valencia C. F. y dando una asistencia a Thievy en el tercer gol del club perico. Su primer gol en Primera División ante el Granada C. F. en el Estadio de Los Cármenes y que supusieron los tres puntos para el equipo perico en la temporada 2013/14.
El 20 de enero de 2015 se confirmó su cesión al Deportivo Alavés, tras fracasar las negociaciones de su regreso al Sabadell, hasta el final de la temporada 2014-15, convirtiéndose en una pieza clave del equipo.
A su regreso al R. C. D. Espanyol firmó su rescisión de contrato y ficha por el Asteras Tripolis Football Club.
El 30 de enero de 2016 dejó el Asteras Tripolis y fichó por el Real Zaragoza, que jugaría en Segunda División, con el que volvió a la titularidad y marcar 5 goles.
Tras un periodo de dos años en el fútbol indio, volvió a España para fichar de nuevo por el C. E. Sabadell, equipo de la Segunda División B, seis años después de vestir la camiseta del conjunto arlequinado. Con este equipo, consiguió el ascenso a la Segunda División, marcando en las dos tandas de penaltis contra el Atlético de Madrid "B" y la Cultural Leonesa.
El 20 de agosto de 2020 anunció su fichaje por la Unió Esportiva Sant Andreu de la Tercera División, club en el que ya militó entre 2007 y 2010. El 16 de diciembre del mismo año, el jugador y el club anunciaron la rescisión de su contrato. Un mes después regresó a la India para jugar en el Chennaiyin F. C.

## Estilo de juego
Ha destacado por ser un jugador muy técnico, con gran habilidad para superar a sus rivales con su capacidad de regate. También ha destacado en las jugadas a balón parado, siendo un tirador de faltas muy eficiente y un gran asistente desde el saque de esquina. También ha demostrado tener un gran olfato goleador y un muy buen golpeo desde lejana distancia.

## Clubes
| Club                    | País   | Año       |
| ----------------------- | ------ | --------- |
| F. C. Barcelona "C"     | España | 2002-2005 |
| F. C. Barcelona "B"     | España | 2004-2005 |
| U. E. Lleida            | España | 2005-2006 |
| Atlético de Madrid "B"  | España | 2006      |
| U. E. Lleida            | España | 2006      |
| Real Oviedo             | España | 2007      |
| U. E. Sant Andreu       | España | 2007-2010 |
| C .D. Atlético Baleares | España | 2010      |
| S. D. Eibar             | España | 2010-2011 |
| C. E. Sabadell F. C.    | España | 2011-2013 |
| R. C. D. Espanyol       | España | 2013-2014 |
| Deportivo Alavés        | España | 2015      |
| Asteras Tripolis F. C.  | Grecia | 2015-2016 |
| Real Zaragoza           | España | 2016-2017 |
| F. C. Goa               | India  | 2017-2018 |
| ATK                     | India  | 2018-2019 |
| C. E. Sabadell F. C.    | España | 2019-2020 |
| U. E. Sant Andreu       | España | 2020      |
| Chennaiyin F. C.        | India  | 2021-     |